# Andreas Hofer
Andreas Hofer (St. Leonhard in Passeier, 22 de noviembre de 1767 - Mantua, 20 de febrero de 1810) fue un posadero y patriota tirolés. Fue el instigador de la rebelión de los montañeses tiroleses contra Baviera y el imperialismo bonapartista. Inició del nacionalismo pantirolés.

## Biografía
Andreas Hofer nació en 1767 en St. Leonhard in Passeier, el pueblo más grande del valle Passeier (Passeiertal), ubicado en el Tirol del Sur. Posadero, como su padre, en 1791 se casó con Anna Ladurner y fue elegido parlamentario. 
Durante la guerra de la Tercera Coalición contra las fuerzas napoleónicas fue nombrado capitán de una milicia y, después de que el Tirol fuera entregado a Baviera tras la firma del Tratado de Pressburg en 1805, Hofer se erigió en líder del movimiento de resistencia antibávaro.

### La guerrilla tirolesa
En enero de 1809, se fue a Viena donde el emperador Francisco II le ofreció su apoyo moral frente a una posible insurrección. El 9 de abril de 1809 los rebeldes tiroleses, ayudados por los austriacos, consiguieron su primera victoria sobre los bávaros en Isel. El 11, sus tropas les derrotaron en Sterzing. Estas victorias permitieron la ocupación de Innsbruck. Hofer fue proclamado comandante del ejército y, sobre todo, su notoriedad le confirió el título de jefe carismático del patriotismo tirolés.
La victoria de Napoleón contra los austriacos del archiduque Carlos disipó las esperanzas de éxito de los tiroleses. Los bávaros volvieron a ocupar Innsbruck pero, cuando las tropas napoleónicas se marcharon, la rebelión volvió a recuperar su ímpetu. El 25 y 29 de mayo las tropas de Hofer derrotaron a los bávaros en Iselberg y tomaron Innsbruck el 30 de ese mismo mes.
El 19 de mayo, Hofer recibió una carta del emperador de Austria en la que le aseguraba que no firmaría nunca el tratado de cesión del Tirol; un intendente austriaco fue elegido para administrar el país. 
La victoria de Wagram, el 16 de julio, acabó con los éxitos precedentes. El armisticio de Znaim (12 de julio) dejó en manos de las tropas francesas al Tirol, que fue cedido seguidamente a Baviera. Napoleón envió 40 000 hombres para ocupar Innsbruck.
La guerrilla prosiguió luchando. La cabeza de Hofer fue puesta a precio. El 13 y 14 de agosto los rebeldes derrotaron al mariscal Lefebvre en Bergisel tras una batalla de 12 horas y, de nuevo, volvieron a tomar Innsbruck.

### Un líder carismático

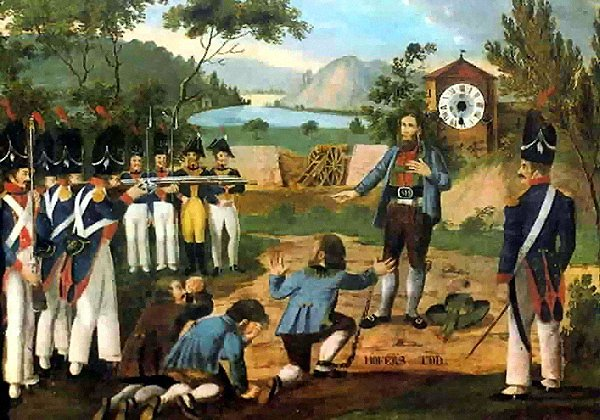
Ejecución de Andreas Hofer en Mantua.

Hofer pasa a ser comandante en jefe de las tropas tras la batalla de Hofburg librada en nombre del emperador de Austria. El 19 de septiembre es galardonado con una medalla imperial y el emperador le asegura el apoyo de Austria.
El Tratado de Schönbrunn reconduce al escenario del armisticio de Znaim por el que, el Tirol, es devuelto a Baviera. Hofer y sus tropas deponen las armas bajo la promesa de una amnistía.
El 12 de noviembre, Hofer recibe información acerca de unas supuestas victorias austriacas, lo que le incita a reanudar la lucha. Esta vez la movilización de los rebeldes no fue tan numerosa y las tropas franco-bávaras redujeron rápidamente a la guerrilla. Hofer huyó y se refugió en las montañas de su Passeiertal natal. Por su cabeza se ofrecieron 1500 florines. Franz Raffl, su vecino, le traicionó y Hofer fue capturado por las tropas italianas el 2 de enero de 1810, que le enviaron a la corte marcial de Mantua.

### Caída de Hofer
Según la leyenda Napoleón habría ordenado un "juicio justo antes de ser condenado" (más tarde le confiaría a Metternich que Hofer había sido ejecutado contra su decisión). Andreas Hofer fue fusilado el 20 de febrero de 1810. Hofer está considerado mártir en Alemania y Austria. Su nombre fue un punto de referencia contra el poder napoleónico.

## Un símbolo de independencia
En 1823 los restos de Hofer fueron trasladados de Mantua a Innsbruck y en 1834 la tumba fue recubierta por un mausoleo de mármol. En 1818, su familia recibió un título de nobleza otorgado por el emperador de Austria. En 1893, se erigió su estatua en bronce en Bergisel (Innsbruck). Cada año se representa su epopeya en Merano.
El himno de Andreas Hofer es el himno oficial del Tirol. Durante los años de controversia lingüística en el Tirol del Sur, la memoria de Hofer fue utilizada a menudo como ejemplo de la resistencia del pueblo germanohablante ante las tentativas de italianización surgidas, especialmente, durante el régimen fascista. 
En relación con este tema, se realizó una película propagandística muy popular en su época: Der Rebell, El Rebelde en español, protagonizada por el actor con doble nacionalidad alemana-italiana Luis Trenker y dirigida por Kurt Bernhardt, producida por Paul Kohneren el año 1932. Filmada en locaciones de Innsbruck y sus alrededores, con fotografía en blanco y negro, distribuida por Universal Picture fuera de Alemania. En Der Rebell, se pueden ver referencias a la situación política en Alemania inmediatamente antes del establecimiento de la dictadura nazi, así como tendencias antidemocráticas y de nacionalismo extremo.